# ロージー・オドネル
ロージー・オドネル（Rosie O'Donnell、1962年3月21日- ）は、アメリカ合衆国のコメディアン、女優、司会者（トークショーホスト）である。本名はRoseann Theresa O'Donnell。ニューヨーク州サフォーク郡コマック出身のアイルランド系。

## 経歴
ロングアイランドにて5人兄弟の3番目に生まれる。両親ともにアイルランド系でカトリックの元で育つ。11歳になる直前に母親を乳がんで亡くしている。ディクソン・カレッジに入学した後、ボストン大学に移るが、結局中退した。
1979年から1984年までスタンダップ・コメディアンとしてクラブを回った。その後、ラリー・キング・ライブのStar Searchに出場して人気を集めた。
1996年から6年間続いたテレビトークショー『ザ・ロージー・オドネル・ショー』で司会者（ホスト）を務めたことで有名、その後もテレビや映画で活躍している。
映画デビューは、『プリティ・リーグ』 のサード（ドリス、背番号22）役。ミュージカル 『グリース』 でブロードウェイにデビュー。これまでにエミー賞とトニー賞を受賞している。

## 私生活
2002年にレズビアンであることを公表した。2004年にサンフランシスコで長年のパートナーであるケリー・カーペンターとの結婚を認められたが、米国カリフォルニア州最高裁判所で無効となる。
2012年9月にはミシェル・ラウンズと同性婚に至ったが、2014年11月に離婚している。
2025年、第2次トランプ政権の発足を契機にアイルランドに移住した。ドナルド・トランプ大統領は、移住を知るとSNSを通じ「オドネルはアメリカの利益にならない。市民権の剥奪に踏み切る可能性もある」と警告した。

## 主な出演作品

### 映画
| 公開年 | 邦題 原題                                                          | 役名                 | 備考                 |
| ------ | ------------------------------------------------------------------ | -------------------- | -------------------- |
| 1992   | プリティ・リーグ Pretty League                                     | ドリス               |                      |
| 1993   | めぐり逢えたら Sleepless in Seattle                                | ベッキー             |                      |
| 1993   | 張り込みプラス Another Stakeout Another Stakeout                   | ジーナ               |                      |
| 1993   | 危険な微笑/氷の情事がこわれるとき? Fatal Instinct                  |                      | クレジットなし       |
| 1994   | パトカー54/応答せよ! Car 54, Where Are You?                        | Lucille Toody        |                      |
| 1994   | ハリウッド・トラブル I'll Do Anything                              | Make-Up Person       |                      |
| 1994   | フリントストーン/モダン石器時代 The Flintstones                    | ベティ・ラブル       |                      |
| 1995   | Dearフレンズ Now & Then                                            | ロベルタ・マーティン |                      |
| 1996   | ビューティフル・ガールズ Beautiful Girls                           | ジーナ               |                      |
| 1996   | ゆかいなブレディー家/トラブルinハワイ A Very Brady Sequel          | ロージー・オドネル   | クレジットなし       |
| 1996   | ハリエットのスパイ大作戦 Harriet the Spy                           | オレ・ゴーリー       |                      |
| 1998   | 翼のない天使 Wide Awake                                            | シスター・テリー     |                      |
| 1999   | ターザン Tarzan                                                    |                      | アニメ、声の出演     |
| 2006   | ロージーと行くレインボークルーズ All Aboard! Rosie's Family Cruise | 本人                 | ドキュメンタリー映画 |

### テレビ
- ビバリーヒルズ高校白書 （第3シーズン） (1992) - ゲスト出演
- ザ・ロージー・オドネル・ショー (1996～2002)
- ブルック・シールズのハロー!スーザン (1997) - ゲスト出演
- スピン・シティ （第1シーズン）(1997) - ゲスト出演
- ザ・プラクティス ボストン弁護士ファイル (1997～2004) - ゲスト出演
- アリー my Love （第2シーズン） (1999) - ゲスト出演
- ふたりは友達? ウィル&グレイス （第4シーズン）(2002) - ゲスト出演
- サード・ウォッチ (1999～2005) - ゲスト出演
- NIP/TUCK マイアミ整形外科医 第4シリーズ (2002)
- The View (2006～2007、2014-2015) - 共同ホストの一人。番組内での不祥事で降板、後任はウーピー・ゴールドバーグ。その後一時復帰。
- ザ・ロージー・ショウ (2011～) - OWN（オプラ・ウィンフリー・ネットワーク）で放送されているトークショー。
- Empire 成功の代償 第2シーズン (2015) - ゲスト出演
- 私はラブ・リーガル (2009-2010) - 準レギュラー
- アイ・ノウ・ディス・マッチ・イズ・トゥルー I Know This Much Is True (2020) - メインキャスト